# Émetteur de Sud Radio au Pic Blanc

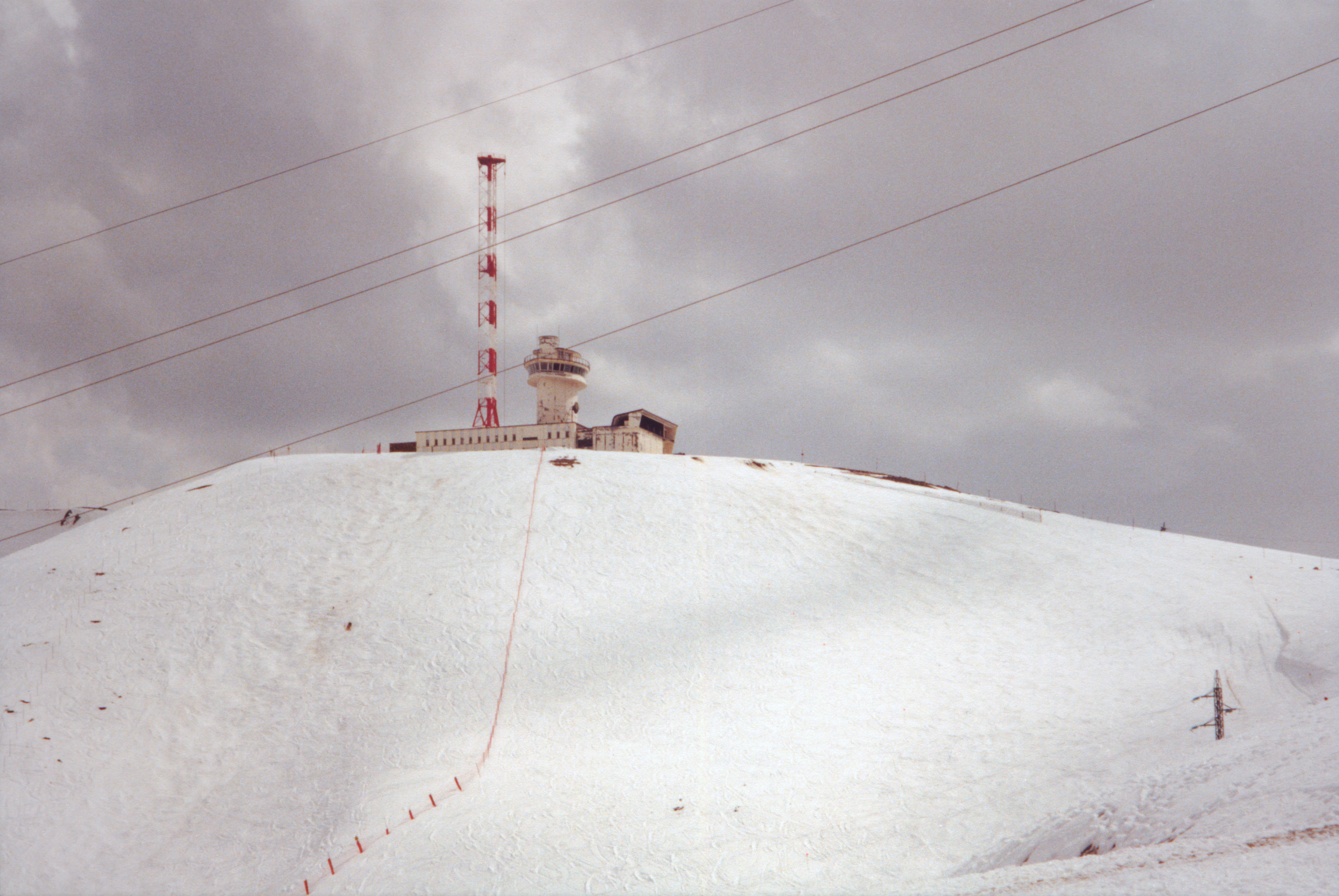
Sommet à 2650 mètres d'altitude du Pic Blanc dans les Pyrénées (Andorre)

L'émetteur de Sud Radio était une antenne ondes moyennes installé sur le pic Blanc, une montagne de 2650 mètres d'altitude, près du Port d'Envalira, en Principauté d'Andorre, coordonnées 42° 35′ N, 1° 43′ E. Sa mise en service date de mai 1964, avec une puissance de 300 kW.
Dès juillet, l'émetteur diffuse les programmes de Radio Monte-Carlo, sauf les décrochages d'informations, jusqu'en novembre 1965.
En 1972, l'antenne dirigée vers le nord passe à la puissance de 900 kW : deux émetteurs couplés un de 300 (Thomson-Houston) et l'autre de 600 kw (Thomson Csf) et se composait de deux pylônes de 86 mètres de hauteur ; l'un isolé de la terre, l'autre à la terre (réflecteur). L'émetteur diffusait sur 819 kHz, dans la bande des 366 mètres. Il a été arrêté en novembre 1981 par les autorités andorranes. En remplacement, un émetteur plus petit construit à Gauré, près de Toulouse, a diffusé les émissions sans publicité jusqu'en 2017.
À la suite d'un accord entre les autorités andorranes et la SOFIRAD, les émissions ont repris jusqu'en 1984. Après cette période l'émetteur a été cédé au gouvernement de l'Andorre.
Le pylône réflecteur a été démonté (ne reste que la base) et revendu pour un prix inférieur au démontage, ce qui a mis un terme aux travaux.
Depuis cette date le gouvernement d'Andorre conserve et entretient de manière remarquable le site bien qu'il soit hors d'activité depuis plus de 30 ans.
Il a été ouvert au public en 2014 pour la journée du patrimoine et le 18 juin 2015 pour un grand barbecue des Sudistes : une association regroupant les anciens de Sud Radio à Andorre
Andorra Telecom utilise le site pour ses antennes de téléphonie mobile.
Le site va être transformé en centre médico-sportif.[réf. nécessaire]
Un ouvrage paru en février 2008, Conquérants des Ondes !, rapporte d'une part l’incroyable aventure[non neutre] de Radio Toulouse et de Radio Andorre et précise d'autre part dans quel contexte Sud Radio, dans un premier temps baptisée Andorradio puis Radio des Vallées, a vu le jour en Principauté d'Andorre. Le livre décrit les péripéties de l'installation de l'émetteur du Pic Blanc (Sylvain Athiel - Editions Privat - Fév 2008)